# Liste von durch Stauseen überfluteten Orten in der Schweiz
Diese Liste von durch Stauseen überfluteten Orten in der Schweiz bietet eine Übersicht von Ortschaften in der Schweiz, die aufgrund des Baus einer Talsperre aufgegeben werden mussten.

## Allgemeines
Um die Wasserkraft zu nutzen, wurden in der Schweiz Stauseen nicht nur in abgelegenen, unbewohnten Bergtälern errichtet, sondern auch in bewohnten Gegenden. Nach dem Bau der Talsperre wurde die örtliche Bevölkerung umgesiedelt und das jeweilige Gebiet überflutet. Die Umsiedlungen erfolgten entweder gezwungenermassen oder nachdem die meist nicht begüterten Bauern mit Geldzahlungen überzeugt worden waren und der Umsiedlung in einer Volksabstimmung zustimmten. Der Verlust der Heimat erregte die Gemüter oft jahrzehntelang aufs Heftigste und spaltete die betroffene Bevölkerung in missionarische Befürworter und nicht minder leidenschaftliche Gegner.

## Übersicht von Stausee-Projekten

Willerzell, Sihltal um 1924, vor der Flutung. Aufgenommen von Walter Mittelholzer

Willerzell, Sihlsee um 1948. Aufgenommen von Werner Friedli.

- Sihlsee: Mit der Anlage des flächenmässig grössten Stausees der Schweiz bei Einsiedeln im Kanton Schwyz wurde 1932 begonnen. Es wurden Strassen rund um den zukünftigen See, zwei Viadukte quer darüber, eine Staumauer und zwei Abschlussdämme erstellt, bevor das Tal 1937 geflutet wurde. Dadurch sind 55 Landwirtschaftsbetriebe sowie ertragreiche Torfstiche vollständig verschwunden. Häuser für 1762 Menschen aus Willerzell, Euthal, Gross, Steinbach mussten dem See weichen; mehrere ihrer Erwerbsgrundlage beraubter Familien wanderten in die USA aus.

- Wägitalersee: Durch den Bau einer 66 Meter hohen Staumauer von 1922 bis 1924 musste das Dorf Innerthal im Kanton Schwyz aufgegeben werden. Die Kirche wurde gesprengt. Das Badehotel, welches einen regen Bade- und Kurbetrieb ermöglicht hatte, wurde geflutet. Das Dorf wurde am heutigen Standort neu aufgebaut.

- Lago di Vogorno: Einige Häuser (darunter die Post) des Dorfs Vogorno im Verzascatal musste dem 1965 in Betrieb genommenen Stausee weichen; Ersatzbauten wurden am Hang oberhalb des Sees errichtet.

- Lai da Marmorera: 1954 wurde im Kanton Graubünden der Marmorera-Stausee fertiggestellt, der das alte Dorf überflutete. Die Gebäude des alten Dorfes wurden vor der Flutung des Tals abgerissen oder gesprengt. Das neue Marmorera wurde oberhalb des Stausees und der Julierpass-Strasse gebaut, doch viele Einwohner zogen es aus wirtschaftlichen und emotionalen Beweggründen vor, in ein anderes Dorf zu ziehen.

- Göscheneralpsee: Der Staudamm im Göschener Tal bei Göschenen im Kanton Uri wurde 1960 fertiggestellt. Der Aufstau begann 1962. Die Göscheneralp, eine auch Alpdörfli oder Hinteralp genannte Dauersiedlung mit mehreren Wohnhäusern und Kirche, versank 1963 für immer in den Fluten. Rund 100 Personen mussten umgesiedelt werden. Das Dorf wurde talabwärts mit der bereits bestehenden Siedlung Gwüest zusammengelegt.

- Zervreilasee: Das Dorf Zervreila oberhalb von Vals im Kanton Graubünden wurde nach der Fertigstellung der Staumauer des Zervreilasees im Jahre 1957 überflutet. Das Dorf wurde nicht mehr neu aufgebaut, jedoch wurde das Restaurant Zervreila aus dem Holz der alten Häuser errichtet.

- Lac d’Emosson: Das Sommerdorf Emosson im Tal der Barberine im Wallis wurde 1974 nach dem Bau der Staumauer geflutet. Das weiter nördlich gelegene Dorf Barberine war bereits 1924 geflutet worden, als der Lac de Barberine aufgestaut wurde, der später zum grösseren Lac d’Emosson ausgebaut wurde.

- Schiffenensee: Der während Jahrhunderten bekannte Kurort Bad Bonn versank 1963 im Schiffenensee. Der Altar der Kirche wurde in die Kirche von Düdingen überführt. Die über 500-jährige Tradition der Bad-Bonn-Kilbi wird als Indiefestival weitergeführt.

- Oberriet: Das kleine Fischerdorf war ein Ortsteil und ist heute ein Weiler von Eglisau im Kanton Zürich. Er wurde in den Jahren 1915 bis 1920 wegen der Stauung des Rheins nach dem Bau des Kraftwerks Eglisau teilweise aufgegeben.

## Nicht verwirklichte Projekte
Nicht verwirklicht wurden hingegen die Pläne, das Urserental zu einem einzigen Stausee zu machen und die Dörfer Andermatt, Hospental und Realp zu fluten. Die Stauseeprojekte wurden 1920 und 1946 von der Bevölkerung mit Erfolg bekämpft.
Auch hätte der Sufnersee bei Sufers im Rheinwald im Rahmen des so genannten «Rheinwald-Projektes» wesentlich höher angestaut werden sollen, so dass das ganze Tal bis nach Hinterrhein geflutet worden wäre. Die Dörfer Sufers, Splügen, Medels und Hinterrhein wären versunken. Durch heftige Proteste wurde der Bau der erhöhten Mauer verhindert und stattdessen mit dem Lago di Lei im italienischen Valle di Lei ein weiterer grosser Speichersee errichtet, der von den Kraftwerken Hinterrhein bewirtschaftet wird.
Auch beim Bau von Laufwasserkraftwerken und der damit verbundenen Stauung von Flüssen kam es verschiedentlich vor, dass Teile von Siedlungen aufgegeben werden mussten. Ein Beispiel ist der ehemalige Eglisauer Ortsteil Oberriet, der aufgrund der Errichtung des Kraftwerks Eglisau-Glattfelden in den Jahren 1915 bis 1920 mehrheitlich abgebrochen werden musste.

## Dokumentarfilme
- Karl Saurer: Der Traum vom grossen blauen Wasser. 1993 (zum Sihlsee)
- Gieri Venzin: Strom für Zürich. Ein Requiem für Marmorera. 1997

### Sachbücher
- Erich Haag: Grenzen der Technik. Der Widerstand gegen das Kraftwerkprojekt Ursern. 2004
- Paul J. Mark: Ein Bergdorf geht unter. Das Schicksal von Marmorera. 2005
- Emanuel Müller, Reto Gamma: Hochspannung – wie die Urschner gegen einen Stausee kämpften und die Göscheneralp untergehen musste. 1982
- Karl Saurer (Hg.): Der Sihlsee. Eine Landschaft ändert ihr Gesicht. 2002
- Marlis Schuler-Kälin: Das Sihl-Hochtal vor dem Bau des Stausees. Geschichten der Bewohner und Liegenschaften. 2004
- Martin Steiner: Alte Göscheneralp. Erzählungen und Bilder zur Zeit vor dem Stausee (1920–1955). 2008

### Belletristik
- Meinrad Inglin: Urwang. Roman, 1954 (zum Wägitalersee)
- Beat Hüppin: Talwasser. Roman, 2016 (zum Wägitalersee)